# Drum național 13C
Der Drum național 13C (rumänisch für „Nationalstraße 13C“, kurz DN13C) ist eine Hauptstraße in Rumänien.

## Verlauf
Die Straße zweigt in Vânători vom Drum național 13 (zugleich Europastraße 60) nach Nordosten ab, folgt zunächst der Târnava Mare (Großen Kokel) nach Cristuru Secuiesc (Szeklerkreuz, ungarisch Székelykeresztúr) und verläuft weiter über Șimonești nach Morăreni, einem Dorf in der Gemeinde Lupeni. Dort endet sie am Drum național 13A.
Die Länge der Straße beträgt rund 31 Kilometer.